# Sinophorus brochus
Sinophorus brochus är en stekelart som beskrevs av Sanborne 1984. Sinophorus brochus ingår i släktet Sinophorus och familjen brokparasitsteklar. Utöver nominatformen finns också underarten S. b. brevipilis.